# Historic New England

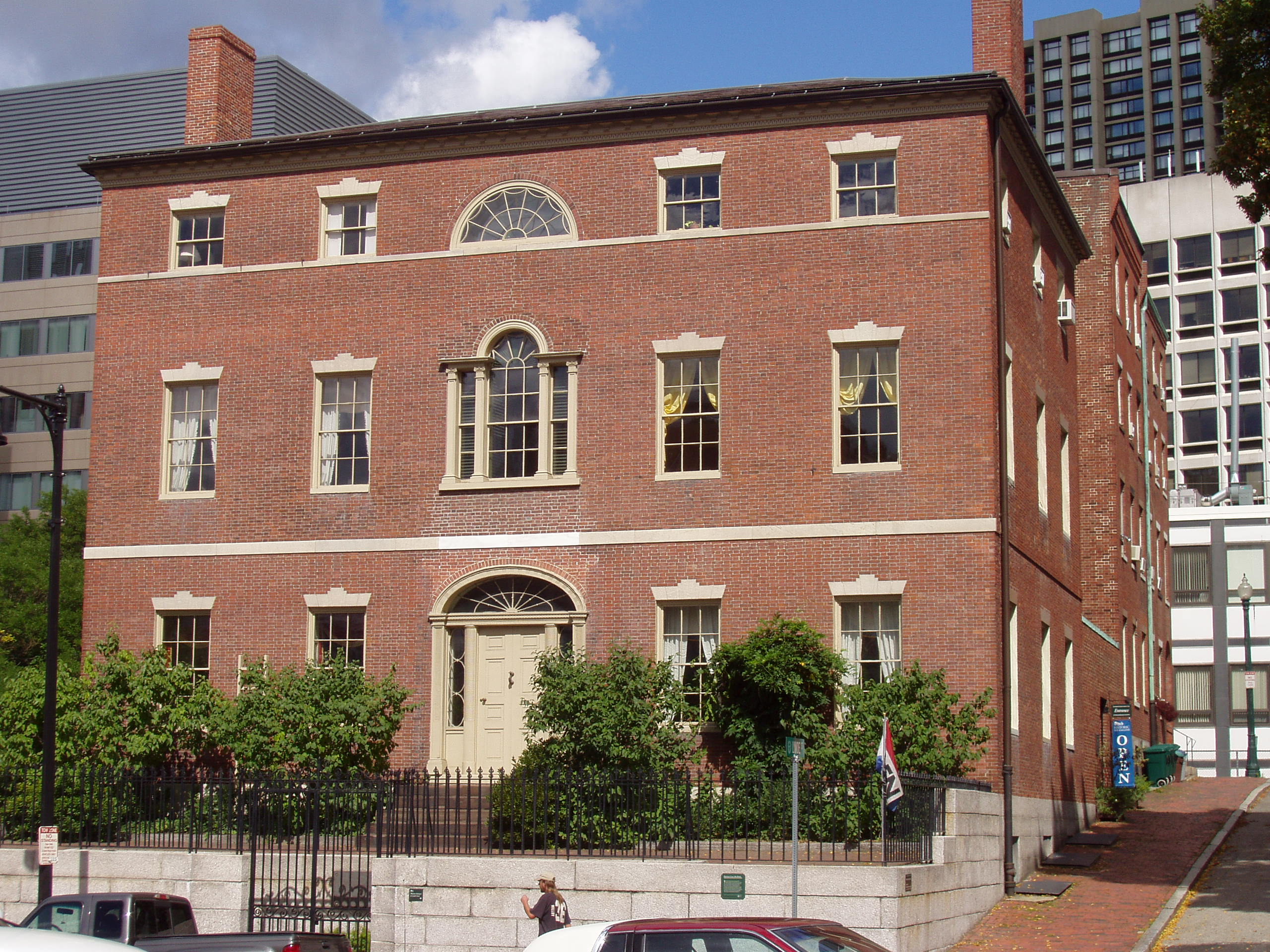
Das First Harrison Gray Otis House in Boston ist als National Historic Landmark anerkannt und dient als Hauptsitz für Historic New England.

Historic New England (HNE), ehemals Society for the Preservation of New England Antiquities (SPNEA), ist eine gemeinnützige Non-Profit-Organisation im Bereich der Denkmalpflege mit Hauptsitz in Boston im Bundesstaat Massachusetts der Vereinigten Staaten. Sie beschränkt sich mit ihrer Tätigkeit auf das Gebiet von Neuengland und ist die größte und zugleich auch die älteste Denkmalpflege-Organisation in den gesamten USA. Die HNE besitzt und betreibt Baudenkmale, Museen und andere historische Gebäude in allen Staaten Neuenglands mit Ausnahme von Vermont, die jährlich fast 200.000 Besucher verzeichnen. An den Ausbildungsprogrammen der HNE nehmen pro Jahr rund 48.000 Personen teil. Historic New England versteht sich als Museum der Kulturgeschichte Neuenglands vom 17. Jahrhundert bis in die Gegenwart und nimmt dazu Gebäude, Grundstücke und andere relevante Objekte aus diesem Zeitraum in seine Sammlung auf.

## Geschichte
William Sumner Appleton Jr. gründete 1910 die Society for the Preservation of New England Antiquities, „um Gebäude, Orte und Objekte von historischem und anderem Interesse zu bewahren“. Er befürchtete einen Verlust älterer Bausubstanz, sollte diese nicht durch entsprechend ausgerichtete Organisationen geschützt werden. Die SPNEA legte dabei ihren Schwerpunkt auf die Aufbereitung und Präsentation von alltäglichem Familienleben, Immigration, Sklaven und der typischen Industrien Neuenglands.
Zur Gründung verfügte die Gesellschaft über 19 Objekte. Da Appleton nahezu alles für bewahrenswert hielt, was thematisch passend erschien, enthält die heutige Sammlung eine große Bandbreite von Alltagsgegenständen bis hin zu außergewöhnlichen Möbelstücken. Die HNE bewahrt heute nicht nur ihre eigenen Objekte, sondern berät auch die Eigentümer historischer Häuser. Sie unterhält darüber hinaus eine eigene Bibliothek und ein Archiv, veröffentlicht Bücher sowie das Magazin Historic New England und bietet Weiterbildungen für Kinder und Erwachsene an.

## Liegenschaften
Historic New England besitzt und unterhält insgesamt 36 Liegenschaften in fünf Bundesstaaten. Darüber hinaus verfügt die Gesellschaft mit mehr als 100.000 historisch bedeutenden Objekten aus Neuengland über die größte Sammlung von Artefakten und Kunstgegenständen ihrer Art in den Vereinigten Staaten. Hinzu kommen über eine Million Dokumente zur Architektur und Kulturgeschichte Neuenglands, darunter mehr als 20.000 Zeichnungen. Seit 2010 stellt die Gesellschaft Katalogdaten auch online zur Verfügung. Das Zentrallager der HNE befindet sich in einer ehemaligen Schuhfabrik in Haverhill, ist aber nicht für die Öffentlichkeit zugänglich. Auch andere Museen haben Lagerplätze in diesem Gebäude angemietet.
Der Gesellschaft gehört außerdem der öffentliche Plum Island Airport in Newburyport, der sich auf dem Gelände der Spencer-Peirce-Little Farm befindet.
Historic New England unterhält die folgenden Bauwerke, die sämtlich – wenngleich nicht immer ganzjährig und teilweise nur für wenige Tage im Jahr – für die Öffentlichkeit zugänglich sind:
| Nr. | Bundesstaat   | Ort             | Bild | Bezeichnung                    | Baujahr | Klassifikation |
| --- | ------------- | --------------- | ---- | ------------------------------ | ------- | --- |
| 1   | Connecticut   | Woodstock       |      | Roseland Cottage               | 1846    | National Historic Landmark, zugleich Contributing Property zum Woodstock Hill Historic District NRHP-Nr. 77001414                                    |
| 2   | Maine         | Wiscasset       |      | Castle Tucker                  | 1807    | |
| 3   | Maine         | South Berwick   |      | Hamilton House                 | 1787    | National Historic Landmark NRHP-Nr. 70000082 |
| 4   | Maine         | South Berwick   |      | Sarah Orne Jewett House        | 1774    | National Historic Landmark NRHP-Nr. 73000248 |
| 5   | Maine         | Standish        |      | Marrett House                  | 1789    | Denkmal im National Register of Historic Places, zugleich Contributing Property zum Standish Corner Historic District NRHP-Nr. 74000314              |
| 6   | Maine         | Wiscasset       |      | Nickels-Sortwell House         | 1807    | National Historic Landmark, zugleich Contributing Property zum Wiscasset Historic District NRHP-Nr. 70000078                                         |
| 7   | Maine         | York Harbor     |      | Sayward-Wheeler House          | 1718    | |
| 8   | Massachusetts | Gloucester      |      | Beauport                       | 1907    | National Historic Landmark NRHP-Nr. 03000641 |
| 9   | Massachusetts | Saugus          |      | Boardman House                 | um 1692 | National Historic Landmark NRHP-Nr. 66000131 |
| 10  | Massachusetts | Watertown       |      | Browne House                   | um 1694 | Denkmal im National Register of Historic Places NRHP-Nr. 90000186                                                                                    |
| 11  | Massachusetts | Lincoln         |      | Codman House                   | um 1740 | Denkmal im National Register of Historic Places NRHP-Nr. 74000373                                                                                    |
| 12  | Massachusetts | Newbury         |      | Coffin House                   | um 1678 | |
| 13  | Massachusetts | Essex           |      | Cogswell’s Grant               | k. A.   | Denkmal im National Register of Historic Places NRHP-Nr. 90000666                                                                                    |
| 14  | Massachusetts | Cambridge       |      | Cooper-Frost-Austin House      | um 1682 | Denkmal im National Register of Historic Places NRHP-Nr. 72000124                                                                                    |
| 15  | Massachusetts | Yarmouth        |      | Winslow Crocker House          | um 1780 | |
| 16  | Massachusetts | Newbury         |      | Dole-Little House              | um 1715 | |
| 17  | Massachusetts | Salem           |      | Gedney and Cox Houses          | 1665    | Denkmal im National Register of Historic Places NRHP-Nr. 74000389                                                                                    |
| 18  | Massachusetts | Lincoln         |      | Gropius House                  | 1938    | National Historic Landmark, zugleich Contributing Property zum Woods End Road Historic District NRHP-Nr. 00000709                                    |
| 19  | Massachusetts | Waltham         |      | Lyman Estate                   | 1793    | National Historic Landmark NRHP-Nr. 70000737 |
| 20  | Massachusetts | Stockbridge     |      | Merwin House                   | 1825    | |
| 21  | Massachusetts | Boston          |      | First Harrison Gray Otis House | 1795    | National Historic Landmark, zugleich Contributing Property zum Beacon Hill Historic District NRHP-Nr. 70000539                                       |
| 22  | Massachusetts | Dorchester      |      | Pierce House                   | um 1683 | Denkmal im National Register of Historic Places NRHP-Nr. 74000917                                                                                    |
| 23  | Massachusetts | Quincy          |      | Josiah Quincy House            | 1770    | National Historic Landmark NRHP-Nr. 76000285 |
| 24  | Massachusetts | Amesbury        |      | Rocky Hill Meeting House       | um 1785 | Denkmal im National Register of Historic Places NRHP-Nr. 72000115                                                                                    |
| 25  | Massachusetts | Newbury         |      | Spencer-Peirce-Little Farm     | um 1690 | National Historic Landmark NRHP-Nr. 68000043 |
| 26  | Massachusetts | Salem           |      | Stephen Phillips House         | 1806    | |
| 27  | Massachusetts | Newbury         |      | Swett-Ilsley House             | 1670    | |
| 28  | New Hampshire | New Ipswich     |      | Barrett House                  | um 1800 | Contributing Property zum New Ipswich Center Village Historic District                                                                               |
| 29  | New Hampshire | Exeter          |      | Gilman Garrison House          | 1709    | Denkmal im National Register of Historic Places, zugleich Contributing Property zum Exeter Waterfront Commercial Historic District NRHP-Nr. 76000131 |
| 30  | New Hampshire | Portsmouth      |      | Richard Jackson House          | 1664    | National Historic Landmark NRHP-Nr. 68000009 |
| 31  | New Hampshire | Portsmouth      |      | Governor John Langdon House    | 1784    | National Historic Landmark NRHP-Nr. 74000197 |
| 32  | New Hampshire | Portsmouth      |      | Rundlet-May House              | 1709    | Denkmal im National Register of Historic Places NRHP-Nr. 76000133                                                                                    |
| 33  | Rhode Island  | Lincoln         |      | Eleazer Arnold House           | um 1693 | National Historic Landmark, zugleich Contributing Property zum Great Road Historic District NRHP-Nr. 68000006                                        |
| 34  | Rhode Island  | North Kingstown |      | Casey Farm                     | 1725    | Denkmal im National Register of Historic Places NRHP-Nr. 73000006                                                                                    |
| 35  | Rhode Island  | Johnston        |      | Clemence-Irons House           | 1691    | Denkmal im National Register of Historic Places NRHP-Nr. 73000068                                                                                    |
| 36  | Rhode Island  | Jamestown       |      | Watson Farm                    | 1789    | |

## Ausstellungen
Die Gesellschaft stellt Sammlungen und Forschungsergebnisse regelmäßig in Wanderausstellungen einem breiten Publikum vor, die in Kooperation mit weiteren Museen der Region durchgeführt werden. Zu den jüngeren Ausstellungen zählen America’s Kitchens (Küchengeräte und -ausstattungen, 2009) in der New Hampshire Historical Society, Drawing Toward Home (Architektur-Zeichnungen, 2009–2010) in der Kunstgalerie der Boston University und im Washingtoner National Building Museum sowie The Preservation Movement Then and Now (Jubiläumsausstellung, 2009–2013) in allen sechs Staaten Neuenglands.
Ein Großteil der Sammlungen der Gesellschaft ist online zugänglich.

## Nutzungs- und Mitwirkungsrechte
In den 1980er Jahren wurde ein Erhaltungsprogramm gestartet, über das Historic New England heute Dienstbarkeiten für gut 100 Bauwerke in Neuengland besitzt, die sich in Privateigentum befinden. Die HNE arbeitet dabei mit den Eignern zusammen, um die historischen Charakteristiken der Häuser zu bewahren. Dazu gehören der Schutz von äußeren und inneren Architekturmerkmalen sowie von Landschaftsgestaltungen. Rund ein Drittel dieser Gebäude befanden sich zuvor im Eigentum der HNE und wurden unter der Auflage wieder in Privateigentum überführt, dass Maßnahmen zur Bewahrung und Konservierung auf unbegrenzte Zeit durchzuführen sind. Finanziert wird dies durch eine zu diesem Zweck eingerichtete Stiftung.

## Mitgliedschaft
Eigentümer historisch wertvoller Häuser, deren Errichtungszeitpunkt bis zur Mitte des 20. Jahrhunderts reichen kann, können gegen Zahlung einer Jahresgebühr Mitglied werden. Historic New England unterstützt seine Mitglieder unter anderem mit Beratungen durch Experten und Ausbildungsprogramme.

## Verwaltung
Historic New England ist nach dem amerikanischen Steuerrecht von der Steuerpflicht befreit und wird von einem 15-köpfigen Kuratorium verwaltet.